# Теорема Минковского — Хассе
Теорема Минковского — Хассе — классический результат теории чисел, дающий полную классификацию квадратичных форм над числовым полем:
две квадратичные формы над числовым полем {\displaystyle K} эквивалентны тогда и только тогда, когда они эквивалентны над каждым пополнением {\displaystyle K} (вещественным, комплексным или р-адическим).
Результат сводит проблему классификации неособых квадратичных форм над числовым полем с точностью до эквивалентности к набору аналогичных задач над локальными полями.
Эти задачи гораздо проще — полные инварианты могут быть явно посчитаны.
Эти инварианты должны удовлетворять некоторым условиям совместимости, которые также выражаются явно.
Для каждого набора инвариантов, удовлетворяющих этим отношениям, есть квадратичная форма.
В случае поля рациональных чисел теорема доказана Минковским
и обобщена на числовые поля Хассе.